# Une discussion politique
Une discussion politique è un cortometraggio del 1901 diretto da Ferdinand Zecca.

## Trama
Due uomini litigano per la politica ma poi finisce in una risata.